# Geraniomyia geraniicola
Geraniomyia geraniicola är en tvåvingeart som först beskrevs av Fedotova 1984.  Geraniomyia geraniicola ingår i släktet Geraniomyia och familjen gallmyggor.
Artens utbredningsområde är Kazakstan. Inga underarter finns listade i Catalogue of Life.